# Joanna Richardson
Joanna Richardson (* 8. August 1925 in London; † 7. März 2008) war eine britische Literaturwissenschaftlerin, Anglistin, Romanistin, Biographin und Übersetzerin.

## Leben und Werk
Joanna Richardson studierte in Oxford und war Schülerin von Enid Starkie. Sie veröffentlichte zahlreiche für ihren Detailreichtum bekannte biographische Werke, vornehmlich aus der französischen und englischen Literaturgeschichte. 1987 wurde sie Chevalier im Ordre des Arts et des Lettres. 2004 verlieh ihr die Universität Oxford den ehrenvollen Titel Doctor of Letters (DLitt).

## Werke

### Romanistik
- Rachel, London 1956
- Théophile Gautier. His life and times, London 1958
- Sarah Bernardt, London 1959, 1973; Sarah Bernhardt and her world, London 1977 (deutsch: Sarah Bernhardt. Leben, Karriere u. Legende, München 1988)
- The Young Louis Pasteur, London 1964
- The Courtesans. The demi-monde in nineteenth-century France, London 1967, 2000, Edison, New Jersey 2004 (französisch: Les Courtisanes. Le Demi-monde au XIXe siècle, Paris 1968; deutsch: Die Kurtisanen. Die französische Demimonde im 19. Jahrhundert, Frankfurt 1968, Berlin 1972)
- The Bohemians. La vie de Bohème in Paris 1830-1914, London 1969
- Princess Mathilde, London 1969
- La Vie parisienne 1852-1870, London 1971
- Verlaine, London 1971
- Enid Starkie, London 1973
- Louis XIV, London 1974
- Stendhal, London 1974
- (Hrsg. und Übers.) Verlaine, Selected Poems, London 1974
- Victor Hugo, London 1976
- Zola, London 1978
- Gustave Doré. A biography, London 1980
- (Hrsg. und Übers.) Paris under Siege. A journal of the events of 1870-1871 kept by contemporaries, London 1982
- Colette, London 1983, New York 1984 (deutsch: Colette. Leidenschaft und Sensibilität, München 1985)
- Judith Gautier, London 1986, New York 1987 (französisch: Paris 1989, Prix Goncourt de la biographie)
- Portrait of a Bonaparte. The life and times of Joseph-Napoleon Primoli 1851-1927, London/New York 1987
- Baudelaire, London/New York 1994

### Anglistik
- Fanny Brawne. A biography, London 1952
- The disastrous marriage. A study of George IV and Caroline of Brunswick, London 1960
- My dearest uncle. A life of Leopold, first King of the Belgians, London 1961
- The pre-eminent Victorian. A study of Tennyson, London 1962
- (Hrsg.) Edward Fitzgerald, Selected Works, London 1962
- The everlasting spell. A study of Keats and his friends, London 1963
- The Young Lewis Carroll, London 1963
- (Hrsg.) Essays by Divers Hands. Being the transactions of the Royal Society of literature, London/New York/Toronto 1963
- George IV. A portrait, London 1966; George the Magnificent. A portrait of King George IV, New York 1966
- The Regency, London 1973
- Victoria and Albert. A study of a marriage, London 1977
- The Life and letters of John Keats, London 1981
- The Brownings. A biography, London 1986